# Tour della nazionale maschile di rugby a 15 delle Figi 1995
Dopo la Coppa del Mondo di rugby 1995, a cui non ha partecipato in quanto eliminata a sorpresa nelle qualificazioni da Tonga, la nazionale di rugby delle Isole Figi ha avviato la "ricostruzione" con un tour in Galles ed Irlanda
Un tour caratterizzato da qualche risultato incoraggiante come la vittoria contro il Galles "A".

## Risultati
| Bridgend 21 ottobre 1995 | Galles A | 10 – 25 | Figi XV |  |

| Neath 25 ottobre 1995 | Neath RFC | 30 – 22 | Figi XV | The Gnoll |

| Cardiff 28 ottobre 1995 | Cardiff RFC | 22 – 21 | Figi XV | Arms Park |

| Treorchy 1º novembre 1995 | Treorchy | 14 – 70 | Figi XV |  |

| Pontypridd 4 novembre 1995 | Pontypridd RFC | 31 – 13 | Figi XV |  |

| Llanelli 7 novembre 1995 | Llanelli RFC | 18 – 32 | Figi XV | Stradey Park |

| Arbitro: | Paddy O'Brien |

| |            | |
| N. Jenkins, A. Moore | mt         | Bari, Rayasi |
| | tr         | Waqabitu |
| Neil Jenkins | c.p.       | Waqabitu |
| 15.Justin Thomas, 14.Ieuan Evans, 13.Gareth Thomas, 12.Nigel Davies, 11.Wayne Proctor, 10.Neil Jenkins, 9.Andrew Moore, 8.Hemi Taylor, 7.Mark Bennett, 6.Craig Quinnell, 5.Derwyn Jones, 4.Andy Moore, 3.Lyndon Mustoe, 2.Jonathan Humphreys (cap), 1.Christian Loader - Sostituti: Aled Williams, Garin Jenkins | Formazioni | 15.Filipe Rayasi, 14.Paula Bale, 13.Sale Sorovaki, 12.Lawrence Little, 11.Manasa Bari, 10.Jone Waqabitu, 9.Jacob Rauluni, 8.Dan Rouse, 7.Tomasi Tamanivalu, 6.Waisiki Masirewa Loco, 5.Ifereimi Tawake, 4.Emori Katalau, 3.Epeli Naituivau, 2.Greg Smith, 1.Joeli Veitayaki (cap) - Sostituti: Rasolosolo Bogisa |

| Galway 14 novembre 1995 | Connacht Rugby | 27 – 5 | Figi XV | Show Ground |

| Arbitro: | Paddy O'Brien |

| |            | |
| Francis, Geoghegan Johns, Staples P Wallace, R Wallace | mt         | Masirewa Loco |
| Burke 4 | tr         | |
| Burke 2 | c.p.       | Waqabitu |
| 15.Jim Staples (cap), 14.Richard Wallace, 13.Maurice Field, 12.Jonathan Bell, 11.Simon Geoghegan, 10.Paul Burke, 9.Chris Saverimutto, 8.Paddy Johns, 7.David Corkery, 6.Jeremy Davidson, 5.Neil Francis, 4.Gabriel Fulcher, 3.Paul Wallace, 2.Terry Kingston, 1.Nick Popplewell - Sostituti: Allen Clarke, Sean McCahill, Henry Hurley, Denis McBride | Formazioni | 15.Filipe Rayasi, 14.Paula Bale, 13.Sale Sorovaki, 12.Lawrence Little, 11.Manasa Bari, 10.Jone Waqabitu, 9.Jacob Rauluni, 8.Ifereimi Tawake, 7.Waisiki Masirewa Loco, 6.Tomasi Tamanivalu, 5.Aisake Nadolo, 4.Emori Katalau, 3.Epeli Naituivau, 2.Greg Smith, 1.Joeli Veitayaki (cap) |